# Coelioxys conspersa
Coelioxys conspersa är en biart som beskrevs av Morawitz 1874. Coelioxys conspersa ingår i släktet kägelbin, och familjen buksamlarbin. Inga underarter finns listade i Catalogue of Life.